# طوني سكوت (لاعب كرة قدم)
طوني سكوت (بالإنجليزية: Tony Scott)‏ (1 أبريل 1941 في المملكة المتحدة - سبتمبر 2021) هو لاعب كرة قدم بريطاني في مركز الوسط. لعب مع أستون فيلا ونادي إكزتر سيتي ونادي بورنموث ونادي توركي يونايتد ونادي لوتون تاون ووست هام يونايتد.

## وصلات خارجية
- طوني سكوت على موقع قاعدة بيانات كرة القدم.إي يو (الإنجليزية)